# C.J. Giles
Chester Jarrel Giles, detto C.J. (Seattle, 25 settembre 1985), è un cestista statunitense con cittadinanza bahreinita.